# 大島宇一郎
大島 宇一郎（おおしま ういちろう、1965年 - ）は、日本の実業家。愛知県名古屋市出身。
中日新聞社代表取締役社長、中日ドラゴンズ代表取締役オーナー、東海ラジオ放送代表取締役、東海テレビ放送代表取締役、ナゴヤドーム代表取締役社長、一般社団法人共同通信社理事会長、株式会社ジブリパーク代表取締役社長、共同テレビジョン非常勤取締役。

## 略歴
愛知県立旭丘高等学校を経て、1987年に早稲田大学政治経済学部卒業。同年に中日新聞社入社。
2013年に同社取締役、2015年に同社常務取締役東京本社代表に就任。2017年より現職。
2019年6月、一般社団法人共同通信社の理事会長に就任。
同年11月1日、中日新聞社とスタジオジブリは、ジブリパーク（2022年11月開業）の管理運営を担う新会社「株式会社ジブリパーク」を共同で設立。大島は同社社長に就任した。
2020年1月27日、横綱審議委員会の委員に就任。
同年、株式会社中日ドラゴンズ代表取締役オーナーに就任。

## 人物
中日新聞社の前身の一つである新愛知の創業家である大島家の出身。祖父は中日新聞社社主、東海テレビ放送創業者で会長等を歴任した大島一郎、父親は中日新聞社社長、東海テレビ放送代表取締役等を歴任した大島宏彦。